# Discuz!
Discuz — бесплатный веб-форум с открытым (de facto) исходным кодом, разработанный на скриптовом языке PHP, поддерживающий различные СУБД, включая MySQL, PostgreSQL, MS SQL Server, MS Access, а также Oracle (при наличии необходимых изменений). Наиболее популярный движок веб-форума в Китае. Основное назначение движка форума — упрощение интеграции различных сервисов на одном сайте. Это технологически новое программное решение, выполненное для создания высокопроизводительного и многофункционального ресурса с элементами социальной сети. Разработчики преподносят его как некий симбиоз социальной сети и форума.
Движок форума распространяется по двум лицензиям: для коммерческого и для частного использования. Частное использование бесплатно, использование в коммерческих целях стоит около 38 000 юаней.
Последняя версия Discuz — X3.5, вышла 31 декабря 2022 года.

## Другие продукты
По состоянию на 2012 год продукты Comsenz включают в себя: Discuz!, Discuz! X, Discuz!NT, UCenter, UCenter Home, X-space, SupeSite, Comsenz EXP, Insenz, Manyou Open Platform, Yeswan, Brand и т. д.